# Алкатрас (сериал)
 Тази статия е за сериала.  За бившия затвор в САЩ вижте Алкатрас.  
„Алкатрас“ е американски сериал с участието на Сара Джоунс, Хорхе Гарсия, Сам Нийл, Робърт Фостър и Сантияго Кабрера.
Джей Джей Ейбрамс е продуцент на сериала. Пътвият епизод е излъчен на 16 януари 2012 година. Сериалът е спрян на 9 май 2012 година след излъчване на 13 епизода.

## Сюжет
Ребека Медсън, полицай, и Д-р Диего Сото, експерт на тема „Алкатрас“, ще разследват появата на 302 служители и затворници на Алкатрас в днешно време след мистериозното им изчезване преди 50 години.

## Актьорски състав

### Главни
- Сара Джоунс – Ребека Медсън
- Хорхе Гарсия – Д-р Диего Сото
- Сам Нийл – Емерсън Хаузър
- Парминдер Награ – Луси Банерджий
- Робърт Форстър – Рей Арчър
- Сантяго Кабрера – Джими Дикенс
- Джони Койн – Едуин Джеймс
- Джейсън Бътлър Харнър – Илайджа Бейли „И Би“ Тилър

### Периодични
- Джефри Пиърс – Джак Силвейн

## Излъчване
| Сезон | Епизоди | Оригинално излъчване | Оригинално излъчване | Издаване на DVD | Издаване на DVD | Издаване на DVD | Издаване на DVD | Среден рейтинг (в милиони) | Среден рейтинг (в милиони) | Среден рейтинг (в милиони) |
| Сезон | Епизоди | Премиера             | Финал                | Регион 1        | Регион 2        | Регион 4        | Брой дискове    | Място в класацията         | Шеър (18 – 49)             | Брой зрители (в милиони)   |
| ----- | ------- | -------------------- | -------------------- | --------------- | --------------- | --------------- | --------------- | -------------------------- | -------------------------- | -------------------------- |
| 1     | 13      | февруари 2012 г.     | май 2012 г.          | Не е обявено    | Не е обявено    | Не е обявено    | Не е обявено    | Не е обявено               | Не е обявено               | Не е обявено               |

## „Алкатрас“ в България
Сериалът се излъчва в България по bTV Action през 2014 и 2015 г. Ролите се озвучават от артистите Елена Бойчева, Светлана Смолева, Сава Пиперов, Момчил Степанов и Станислав Димитров.